# B+
B+（ビー・プラス、本名：ブライアン・クロス（Brian Cross）、1966年 - ）は、アイルランドの写真家、著作家、映画監督、DJである。リムリック県出身。ロサンゼルス在住。

## 経歴
1966年、アイルランド共和国に生まれる。1989年にダブリンの国立芸術デザイン大学を卒業したのち、1990年にロサンゼルスへ移り住む。1993年、カリフォルニア芸術大学在学中より取り組んでいた『It's Not About a Salary: Rap, Race and Resistance in Los Angeles』が刊行される。1997年、製作会社のモチラ（Mochilla）をエリック・コールマンとともに立ち上げる。2007年、監督したドキュメンタリー映画『Brasilintime: Batucada com Discos』がロサンゼルスで上映される。また、DJシャドウやモス・デフといったヒップホップ音楽家のアルバムのカヴァー写真を数多く手がけている。

## 著書
- It's Not About a Salary: Rap, Race and Resistance in Los Angeles（1993年）

## フィルモグラフィー
- Brasilintime: Batucada com Discos（2006年）